# Doob-Meyer-Zerlegung
Die Doob-Meyer-Zerlegung ist ein fundamentaler Satz aus der stochastischen Analysis, welcher sagt, dass ein Submartingal (oder Supermartingal), welches ein leichtes Integrierbarkeitskriterium erfüllt, in eindeutiger Weise in eine Summe (resp. Differenz) bestehend aus einem Martingal und einem aufsteigenden, vorhersehbaren Prozess zerlegt werden kann. Das Theorem ist das Analogon der Doob-Zerlegung für stochastische Prozesse in stetiger Zeit.
Der Satz gilt als einer der Meilensteine der modernen Stochastik. Nach der Publikation der Doob-Zerlegung 1953 (in diskreter Zeit), vermuteten Doob und andere Mathematiker, dass eine ähnliche Variante auch für Prozesse in stetiger Zeit gelten würde. Es dauerte jedoch rund 10 Jahre, bis der Franzose Paul-André Meyer einen Beweis in zwei Publikationen () veröffentlichte. Der ursprüngliche Beweis von Meyer gilt als sehr schwer, es existieren heute aber einfachere und kürzere Beweise (siehe z. B. Bass
,Beiglböck-Schachermayer-Veliyev).

## Doob-Meyer-Zerlegung
Um die Doob-Meyer-Zerlegung zu formulieren, benötigen wir den von Meyer eingeführten Begriff der Klasse D (das „D“ steht für Doob). Es existieren zwei verwandte Sätze, die wir hier auch auflisten. Die zweite Variante des Satzes verzichtet auf das gleichgradige Integrierbarkeitskriterium, dafür erhält man in der Zerlegung aber nur ein lokales Martingal. Die dritte Variante ist von K. Murali Rao für Quasimartingale. Ein Quasimartingal ist ein Prozess mit endlicher Variation. Ein Quasimartingal, welches càdlàg ist, ist ein Semimartingal.

### Klasse D
Sei {\displaystyle Z=(Z_{t})_{t\geq 0}} ein Submartingal, welches càdlàg ist und {\displaystyle Z_{0}=0}. Dann ist {\displaystyle Z} Teil der Klasse D, geschrieben {\displaystyle X\in {\mathfrak {D}}}, falls die Menge der gestoppten Zufallsvariablen mit endlichen Stoppzeiten {\displaystyle T}
{\displaystyle \{Z_{T}:T{\text{ endlich}}\}}
gleichmäßig integrierbar ist.

### Doob-Meyer-Zerlegung
Sei {\displaystyle Z=(Z_{t})_{t\geq 0}} ein Submartingal, welches càdlàg ist und {\displaystyle Z_{0}=0}. Falls {\displaystyle Z\in {\mathfrak {D}}}, dann existiert eine eindeutige Zerlegung
{\displaystyle Z_{t}=M_{t}+A_{t},\quad t\geq 0}
so dass
- {\displaystyle M} ein gleichgradig-integrierbares Martingal ist,
- {\displaystyle A} ein aufsteigender, vorhersehbarer Prozess mit {\displaystyle A_{0}=0} ist.

Wenn {\displaystyle Z} ein Supermartingal ist, dann ist die Zerlegung {\displaystyle Z=M-A}.

### Doob-Meyer-Zerlegung für lokale Martingale
Sei {\displaystyle Z=(Z_{t})_{t\geq 0}} ein Submartingal, welches càdlàg ist. Dann existiert eine eindeutige Zerlegung
{\displaystyle Z_{t}=Z_{0}+M_{t}+A_{t},\quad t\geq 0}
so dass
- {\displaystyle M} ein lokales Martingal ist,
- {\displaystyle A} ein aufsteigender, vorhersehbarer Prozess mit {\displaystyle A_{0}=M_{0}=0} ist.

Außerdem, falls {\displaystyle \lim \limits _{t\to \infty }\mathbb {E} [Z_{t}]>-\infty }, dann {\displaystyle \mathbb {E} [A_{\infty }]<\infty }

### Satz von Rao
Sei {\displaystyle Z=(Z_{t})_{t\geq 0}} ein Quasimartingal, Dann existiert eine eindeutige Zerlegung
{\displaystyle Z_{t}=M_{t}+A_{t},\quad t\geq 0,}
so dass
- {\displaystyle M} ein lokales Martingal ist,
- {\displaystyle A} ein vorhersehbarer Prozess mit Pfaden mit lokal-integrierbarer Variation und {\displaystyle A_{0}=0}.